# 1267 dans les croisades
- Mamelouks :     Az-Zâhir Rukn ad-Dîn Baybars al-Bunduqdari

Cette page regroupe les évènements concernant les Croisades qui sont survenus en 1267 :
- 24 mars : Saint-Louis se croise[1].
- 27 mai : traité de Viterbe. Baudouin II de Courtenay, ancien empereur de Constantinople, cède à Charles d'Anjou la suzeraienté sur la principauté d'Achaïe[2].
- 5 décembre : mort d'Hugues II, roi de Chypre. Son cousin Hugues III de Poitiers lui succède[2].
- 25 décembre : Hugues III est couronné roi de Chypre[2].